# Ariadna barbigera
Ariadna barbigera är en spindelart som beskrevs av Simon 1905. Ariadna barbigera ingår i släktet Ariadna och familjen sexögonspindlar.
Artens utbredningsområde är Chathamöarna. Inga underarter finns listade i Catalogue of Life.